# Уолтер, Грей
Грей Уолтер ((англ. William Grey Walter);19 февраля 1910, Канзас-Сити, Миссури, США — 6 мая 1977, Клифтон, Бристоль, Великобритания) — американский кибернетик, нейрофизиолог и психиатр.

## Биография
В 1926 году поступил в Кембриджский университет, который он окончил в 1931 году. Проходил последипломную специализированную практику по электрофизиологии в клинике Г. Бергера (Германия) и в родном Кембриджском университете (1934). С 1939 по середину 1970-х годов работал в Берденовском неврологическом институте в Бристоле. С середины 1970-х годов вышел на пенсию и переехал в Великобританию, где и провёл остаток своих дней.

## Научные работы
Основные научные работы посвящены электрофизиологии ЦНС, ЭЭГ и моделированию поведенческих реакций. Один из пионеров клинического применения метода хронического вживления микроэлектродов в головной мозг, с помощью которого открыл новую форму его электрических реакций — Е-волну. Один из основоположников новой системы КЭЭГ, т.е современной компьютеризованной ЭЭГ.
- 1943 — Внедрил автоматический частотный анализ ЭЭГ и метод топоскопии.
- Впервые зарегистрировал электрическую активность обнажённого головного мозга человека во время нейрохирургических операций.
- Открыл и проанализировал медленные электрические колебания ЭЭГ — дельта-волны, характерные для очагов патологии и тета-волны, сопровождающие эмоциональные реакции.
- Рассматривал деятельность головного мозга как «вычисление вероятности».
- Создал несколько кибернетических обучающихся моделей.
- Усовершенствовал технику ЭЭГ.

## Членство в обществах
- Основатель и почётный президент Международной федерации электроэнцефалографии и клинической нейрофизиологии (1947-77).
- Основатель и секретарь Международного электроэнцефалографического общества (1942-77).
- Основатель и член правления Международной ассоциации кибернетиков (1956-77).
- Член ВОЗ по изучению психобиологического развития детей (1953-56).